# Ordine di San Giovanni di Gerusalemme (Impero russo)
L'Ordine di San Giovanni di Gerusalemme (in russo Орден Святого Иоанна Иерусалимского?) è stato un ordine cavalleresco dell'impero russo, istituito da Paolo I di Russia nel 1798.

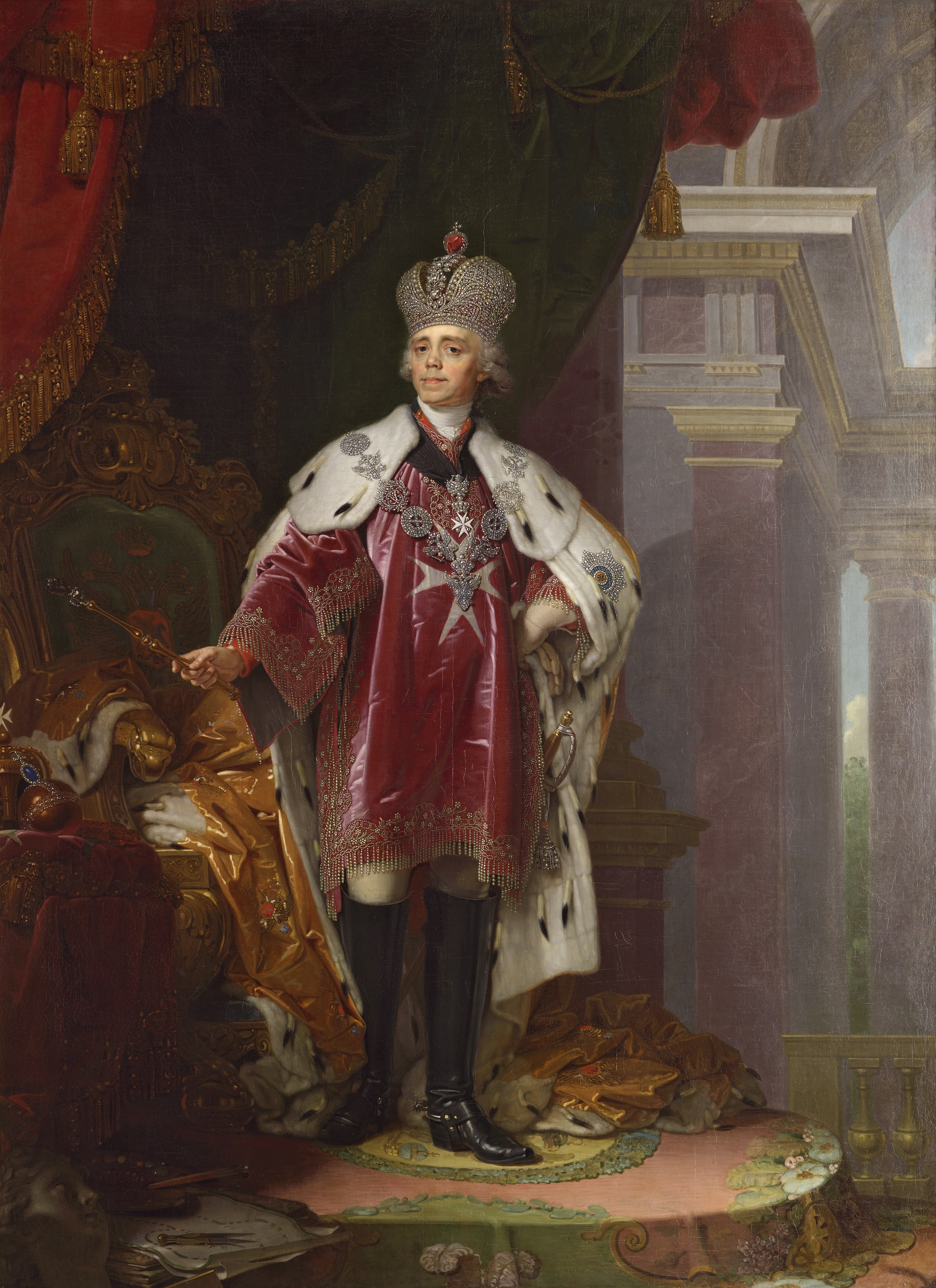
Ritratto di Paolo I vestito come Gran Maestro dell'Ordine di Malta, di Vladimir Lukič Borovikovskij, 1800.

## Storia
Nel 1797 i cavalieri ospitalieri istituirono il Gran Priorato Russo del Sovrano Ordine ospitaliero di San Giovanni di Gerusalemme, di fede ortodossa.
Nel 1798, quando Napoleone occupò Malta, durante la campagna d'Egitto, mettendo fine al regno dei cavalieri ospitalieri, questi fuggirono da Malta e molti si rifugiarono in Russia. Questi si rivolsero allo Zar Paolo I, protettore dell'Ordine, con la richiesta che assumesse il rango di Gran maestro dell'Ordine di San Giovanni di Gerusalemme.
Il 29 novembre 1798 i 249 cavalieri esiliati in Russia elessero Paolo I Gran maestro dell'ordine, che rilasciò il manifesto imperiale a favore della istituzione e le modalità per l'accettazione della nobiltà russa nell'ordine. Durante il regno di Paolo I, l'Ordine di San Giovanni di Gerusalemme è stato, infatti, il più alto riconoscimento per i servizi civili e militari.
Alla sua morte nel 1801 suo figlio, Alessandro I, non assunse la carica di Gran Maestro ma quella di Protettore dell'Ordine, nominando luogotenente Nikolaj Saltykov. 
Nel 1803 Alessandro fece restituire al Papa le insegne che erano state del padre Paolo I, e riconobbe l'elezione a gran maestro dell'Ordine di Giovanni Battista Tommasi.
Nel 1810 Alessandro ordinò anche la fine della consegna delle insegne dell'Ordine di San Giovanni di Gerusalemme. Il comitato dei ministri decretò il 20 gennaio 1817 che dopo la morte dei comandanti ereditari i loro discendenti non potevano più reclamarne il titolo né indossare le insegne dell'ordine, ponendo così fine all'esistenza del ramo russo dell'Ordine.
I tentativi di ripristinare il ramo ortodosso dell'Ordine intrapresi nel XX secolo da una associazione con la medesima denominazione  sono quindi senza fondamento.

## Gradi
L'Ordine ha tre livelli:
- Grado I - Cavaliere di Gran Croce;
- Grado II - Commendatore;
- Grado III - Cavaliere.